# Condado de Mandera
El condado de Mandera es un condado de Kenia.
Es el condado más nororiental del país, fronterizo con Etiopía y Somalia, y su capital es Mandera. Otras localidades importantes son El Wak y Rhamu. En el condado viven 1 025 756 habitantes (censo de 2009), en una superficie de 25 797,7 km².

## Localidades principales
Las principales localidades del condado son las siguientes (población en 2019):
- Mandera (114 718 habitantes)
- El Wak (60 732 habitantes)
- Rhamu (35 644 habitantes)
- Lafey (22 882 habitantes)
- Takaba (21 517 habitantes)
- Banissa (14 974 habitantes)